# Théorème d'unicité de Stokes
Pour les articles homonymes, voir Théorème d'unicité et Stokes.
Le théorème d'unicité de Stokes, dû à George Stokes, trouve des applications en mécanique des fluides.  

## Énoncé et démonstration

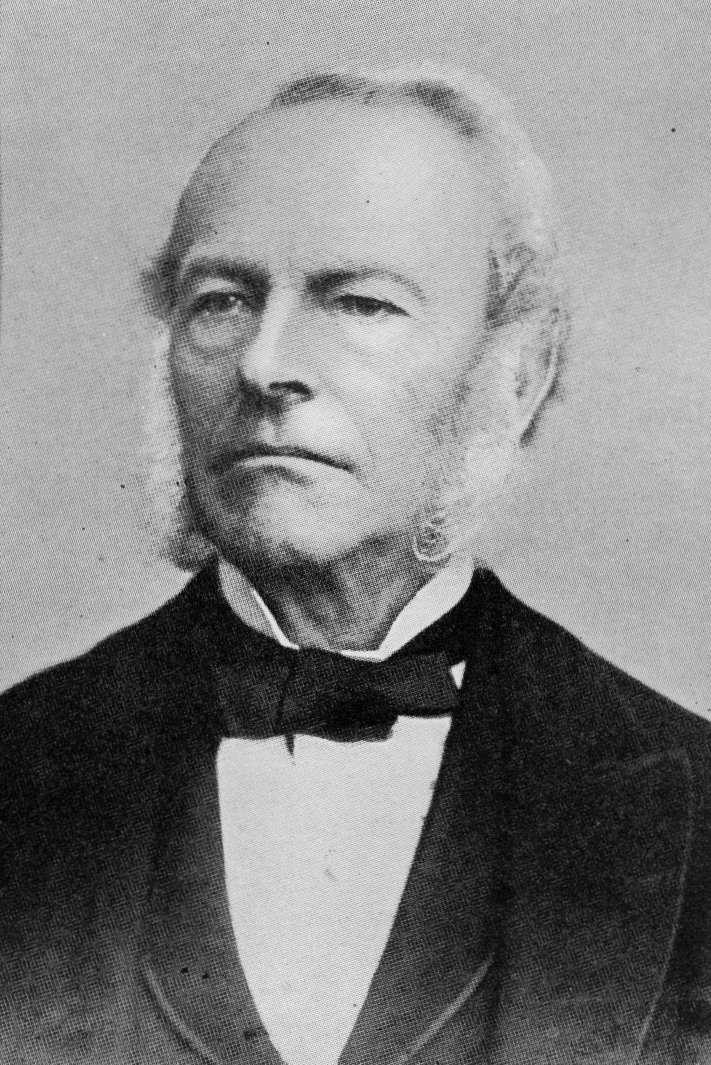
George Stokes (1819–1903)

Ce théorème peut s'énoncer de la manière suivante : étant donné une surface équipotentielle {\displaystyle \Sigma } qui renferme en son intérieur toute la matière, le potentiel extérieur à {\displaystyle \Sigma } n'est pas modifié lorsqu'on modifie la répartition des masses de telle façon que {\displaystyle \Sigma } reste la même surface équipotentielle. En termes plus mathématiques, ce théorème peut aussi s'énoncer comme suit :
Théorème d'unicité de Stokes — Une fonction {\displaystyle V} harmonique à l'extérieur d'une équipotentielle {\displaystyle \Sigma } est déterminée de façon unique par ses valeurs sur {\displaystyle \Sigma }.
La démonstration de cette proposition est aisée. En effet, soit un champ de densité qui donne lieu à un potentiel {\displaystyle V}, et soit {\displaystyle \Sigma } une surface fermée régulière (de normale extérieure unitaire {\displaystyle \mathbf {n} }) qui renferme toutes les masses. En élargissant éventuellement le domaine {\displaystyle B} intérieur à cette surface, on admettra que {\displaystyle V} est constant sur {\displaystyle \Sigma }. Supposons maintenant qu'il existe une distribution de matière différente qui génère un autre potentiel, désigné par {\displaystyle V'}, mais qui prend sur {\displaystyle \Sigma } les mêmes valeurs que {\displaystyle V}. Soit {\displaystyle V^{*}} = {\displaystyle V'-V}. Alors, d'après notre hypothèse : {\displaystyle V^{*}=0} sur {\displaystyle \Sigma }. Posons {\displaystyle u=v=V^{*}} dans la première identité de Green, qui peut s'écrire :
On trouve alors 
Désignons par {\displaystyle C_{B}} le complémentaire du volume {\displaystyle B} intérieur à la surface {\displaystyle \Sigma }, autrement dit la région extérieure à {\displaystyle \Sigma }. {\displaystyle V^{*}} étant la différence de deux fonctions harmoniques dans {\displaystyle C_{B}} est elle-même une fonction harmonique dans {\displaystyle C_{B}} : {\displaystyle \nabla ^{2}V^{*}=0} dans {\displaystyle C_{B}}. Par conséquent, les conditions de régularité sont satisfaites par {\displaystyle V^{*}}, et on peut appliquer l'identité précédente à la région {\displaystyle B} extérieure à {\displaystyle \Sigma }, c'est-à-dire à {\displaystyle B=C_{B}}. En outre, par définition, {\displaystyle V^{*}=0} sur {\displaystyle \Sigma }. Pour {\displaystyle V^{*}} la première identité de Green prend donc la forme : 
ou encore 
Cette relation implique nécessairement que 
ou encore 

Or, {\displaystyle V^{*}} étant une fonction harmonique, on doit avoir {\displaystyle V^{*}(\infty )=0}, ce qui entraîne {\displaystyle V^{*}(x_{1},x_{2},x_{3})\equiv 0} 
dans {\displaystyle C_{B}} et par conséquent {\displaystyle V'\equiv V} dans {\displaystyle C_{B}}. La solution à l'extérieur du domaine {\displaystyle B} est donc unique.

## Intérêt et désavantage
Ce théorème d'unicité du potentiel gravifique extérieur est très important. Il implique à la fois un avantage et un inconvénient. En effet, une fois qu'on a trouvé une solution {\displaystyle V} de l'équation de Laplace satisfaisant les conditions aux limites, à savoir {\displaystyle V=V_{0}} sur l'équipotentielle donnée {\displaystyle \Sigma } et {\displaystyle V(\infty )=0}, il n'y a plus besoin de chercher plus loin pour trouver une solution plus générale : la solution trouvée constitue la solution unique correspondant à l'équipotentielle {\displaystyle \Sigma } : {\displaystyle V=V_{0}}. Cela constitue indéniablement un avantage. Selon le cas, l'équipotentielle envisagée peut être le géoïde, un ellipsoïde normal, une figure d'équilibre hydrostatique, ou toute autre surface de référence équipotentielle produisant un champ gravifique dans l'espace extérieur. 
Par contre, la connaissance du champ extérieur ne permet pas de déduire de manière unique la distribution des masses qui produit l'équipotentielle et le champ extérieur associé. Cela est incontestablement un inconvénient. Il existe en général une infinité de distributions massiques qui donnent lieu au même potentiel extérieur. Cela signifie que le problème inverse de la théorie du potentiel n'a pas de solution unique. 
En adoptant le point de vue d'un géophysicien s'occupant de la structure interne de la Terre ou des planètes, le théorème d'unicité de Stokes est appelé, de façon plus appropriée, le théorème de non-unicité de Stokes. La méthode gravimétrique est donc, par essence, d'un intérêt limité pour inférer la loi de densité interne d'un corps cosmique. Néanmoins, combinée à des informations complémentaires obtenues par des méthodes qui ne font pas appel à la géodésie, la gravimétrie s'avère très utile pour déterminer des différences de densité variables avec la profondeur, la latitude et la longitude. 

## Principe de Dirichlet

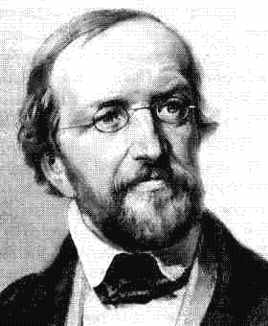
Johann Peter Gustav Lejeune Dirichlet (1805–1859)

D'un point de vue plus mathématique, signalons encore que le théorème de Stokes montre qu'il ne peut y avoir qu'une seule fonction harmonique {\displaystyle V} qui prend des valeurs données sur une surface-frontière {\displaystyle \Sigma }. Il n'établit pas l'existence d'une telle fonction harmonique. L'assertion que pour des valeurs-limites arbitrairement prescrites il existe toujours une fonction harmonique {\displaystyle V} qui prend sur {\displaystyle \Sigma } les valeurs-limites données s'appelle le principe de Dirichlet. 
Nous sommes en présence de deux cas distincts : {\displaystyle V} est harmonique à l'extérieur de {\displaystyle \Sigma } et {\displaystyle V} est harmonique à l'intérieur de {\displaystyle \Sigma }. Le principe de Dirichlet a été prouvé dans des situations très générales par des travaux de nombreux mathématiciens, parmi lesquels il convient de mentionner Henri Poincaré et David Hilbert ; la démonstration en est fort difficile. Le problème qui consiste à calculer la fonction harmonique (à l'intérieur ou à l'extérieur de {\displaystyle \Sigma }) à partir de ses valeurs-limites sur {\displaystyle \Sigma } est le problème de Dirichlet, ou encore le premier problème aux valeurs-limites de la théorie du potentiel. Ce problème se pose notamment en géodésie.